# Związek Kozaków w Polsce
Związek Kozaków w Polsce – stowarzyszenie zwykłe powstałe w 2010 roku, którego celem jest kontynuowanie i propagowanie tradycji oddziałów kozackich walczących u boku Wojska Polskiego w czasie wojny polsko-bolszewickiej:
- Samodzielnej Brygady Kozackiej,
- Samodzielnej Dońskiej Brygady Kozackiej,
- Bałachowców,
- 3. Armii Rosyjskiej,
- Armii Czynnej Ukraińskiej Republiki Ludowej.

Związek propaguje informacje historyczne o udziale wojsk złożonych z emigrantów z byłego Imperium Rosyjskiego w Bitwie Warszawskiej oraz całej kampanii w 1920 roku, ze szczególnym uwzględnieniem ochotniczych oddziałów kozackich, kultywuje kulturę i tradycje kozackie, utrzymuje kontakty i współpracuje z organizacjami propagującymi tradycje kawaleryjskie ze szczególnym uwzględnieniem kawalerii polskiej oraz bierze udział w przygotowaniach i obchodach świąt i rocznic ze szczególnym uwzględnieniem Bitwy Warszawskiej.